# Frank Behre
Frank Einar Olsson Behre, född 2 mars 1896, död 29 april 1981, var en svensk språkforskare. Han var far till Göran Behre.
Behre blev filosofie doktor vid Göteborgs högskola 1934, docent i engelska språket där samma år och var från 1932 lärare vid Handelshögskolan i Göteborg. Behre har bland annat behandlat frågor om engelsk syntax, såsom The subjunktive in Old English poetry (1934) och utgett den medelengeska Thomas Castelford's chronicle (1940).